# بول ماكفرسون
بول ماكفرسون (بالإنجليزية: Paul McPherson)‏ مواليد 3 يوليو 1978 في شيكاغو، هو لاعب كرة سلة أمريكي سابق. بدأ مسيرته الاحترافية في سنة 2000. يبلغ طوله 6 قدم 4 بوصة (1.9 م). اعتزل اللعب في 2008.

## المسيرة الاحترافية
لعب مع فينيكس صنز في موسم 2000–2001، ثم لعب مع غولدن ستايت ووريورز في سنة 2001، ثم لعب مع بالاكانسترو ريجيانا في الدوري الإيطالي في سنة 2005، ثم لعب مع دون بوسكو ليفورنو من سنة 2005 إلى 2007.

## روابط خارجية
- بول ماكفرسون على موقع إن بي أي (الإنجليزية)
- بول ماكفرسون على موقع سبورتس رفرنس (الإنجليزية)
- بول ماكفرسون على موقع كرة السلة الأوروبية.كوم (الإنجليزية)
- بول ماكفرسون على موقع كلية كرة السلة في سبورتس رفرنس.كوم (الإنجليزية)
- بول ماكفرسون على موقع ريلجم (الإنجليزية)
- بول ماكفرسون على موقع بروبوليرز (الإنجليزية)
- بول ماكفرسون على موقع سبورتس رفرنس (الإنجليزية)